# 萨姆休斯顿州立大学
萨姆休斯顿州立大学（英語：Sam Houston State University）是一个美国德克萨斯州的州立大学，座落於亨茨维尔，成立1879年。校名是紀念軍事家、政治家萨姆·休斯顿，他在亨茨维尔定居，逝世後也安葬在該地。

## 外部連結
- 官方网站